# Kapalong
Kapalong es un municipio filipino de primera categoría, situado en la parte sudeste de la isla de Mindanao. Forma parte de  la provincia de Dávao del Norte situada en la Región Administrativa de Dávao (en cebuano Rehiyon sa Davao), también denominada Región XI. Para las elecciones está encuadrado en el Primer Distrito Electoral.

## Barrios
El municipio  de Kapalong se divide, a los efectos administrativos, en 14 barangayes o barrios, conforme a la siguiente relación:
| - Semong - Florida - Gabuyán - Gupitán | - Capungagán - Katipunán - Luna - Mabantao | - Mamacao - Pag-asa - Maniki (Población) | - Sampao - Sua-óon - Tiburcia |

## Historia
El actual territorio de la provincia de Dávao Oriental  fue parte de la provincia de Caraga durante la mayor parte del Imperio español en Asia y Oceanía (1520-1898).
A principios del siglo XX la isla de Mindanao se hallaba dividida en siete distritos o provincias.

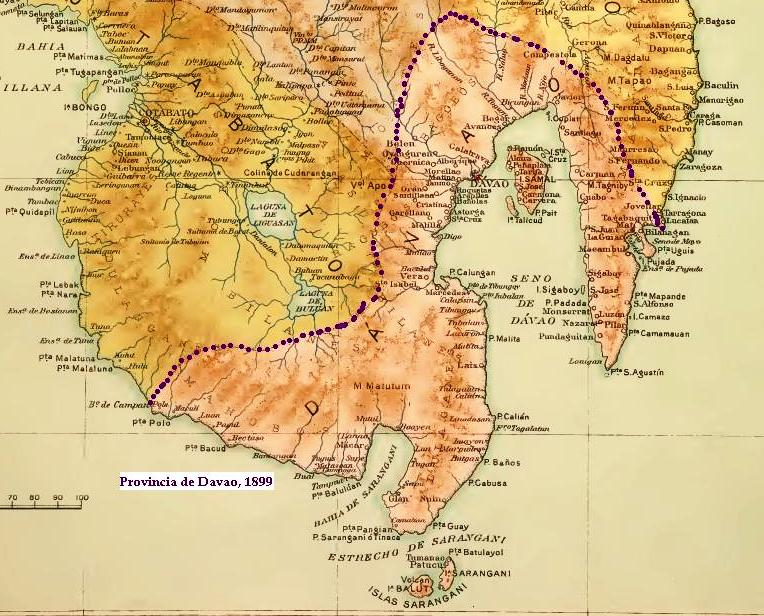
El Distrito 4º de Dávao en 1899.

El Distrito 4º de Dávao, llamado hasta 1858  provincia de Nueva Guipúzcoa, tenía por capital el pueblo de Dávao e incluía la  Comandancia de Mati.
En el año de 1918, durante la ocupación estadounidense de Filipinas,  se fundó el Distrito Municipal de Taúm, siendo Kapalong uno de sus barrios.
El 8 de julio de  1948 se crea este municipio, siendo uno de los más antiguos de esta provincia de Dávao del Norte, otros son Taúm, en 1941, y Panabo, en 1949.
Del término de Kapalong surgen varios municipios:  Santo Tomás en 1959, Talaingod en 1991 y parte de San Isidro el 15 de marzo de 2004 que recibe de Kapalong los barrios de Daudao, Datu Balong, Libuton, Pinamuno, Monte Dujali, Linao y San Miguel;.
Pese a estas mutilaciones  sigue siendo el municipio de mayor extensión superficial de esta provincia filipina.